# Kerivoula whiteheadi
Kerivoula whiteheadi är en fladdermusart som beskrevs av Thomas 1894. Kerivoula whiteheadi ingår i släktet Kerivoula och familjen läderlappar. IUCN kategoriserar arten globalt som livskraftig. Inga underarter finns listade i Catalogue of Life. Wilson & Reeder (2005) skiljer mellan tre underarter.
Denna fladdermus förekommer främst i Filippinerna. Avskilda populationer hittades på norra Borneo och på Malackahalvön. Arten lever i låglandet och i bergstrakter upp till 1400 meter över havet. Habitatet utgörs av skogar samt av gräsmarker eller jordbruksmark med glest fördelade träd eller buskar.
Arten har cirka 28 mm långa underarmar. Pälsen på ryggen har en brun färg med hår som är grå nära roten. På buken förekommer ljusgrå till vit päls. Några populationer har vingar med vita spetsar. De inre framtänderna i överkäken är smala. Deras längd är ungefär 2/3 jämförd med hörntänderna. Individernas kroppslängd är 71 till 86 mm, inklusive en 32 till 42 mm lång svans. Kerivoula whiteheadi har 7 till 9 mm långa bakfötter, 13 till 18 mm långa öron och en vikt av 3,5 till 5,5 g. De rödaktiga extremiteterna står i kontrast till den bruna flygmembranen.
En flock med 20 till 30 vilande medlemmar har observerats. Arten flyger vanligen tätt över marken.